# ویژکی (ناحیه کرومیریژ)
ویژکی (به چکی: Věžky) یک منطقهٔ مسکونی در جمهوری چک است که در ناحیه کرومیریژ واقع شده‌است. ویژکی ۸٫۰۲ کیلومتر مربع مساحت و ۳۶۴ نفر جمعیت دارد و ۲۷۷ متر بالاتر از سطح دریا واقع شده‌است.